# Jhonny Vidales
Jhonny Víctor Vidales Lature (Lima, Provincia de Lima, Perú, 22 de abril de 1992) es un futbolista peruano. Juega como delantero y su equipo actual es Foot Ball Club Melgar de la Primera División del Perú. Es hijo del exfutbolista internacional Juan Vidales.

## Trayectoria

### Alianza Lima
Se inició en las divisiones menores de Alianza Lima. Tras ello, continuó su formación en el extranjero, donde llegó a jugar en Bahamas y Estados Unidos.
En 2010, formó parte del equipo categoría Sub-18 de Alianza Lima que jugó la Copa Federación. Al año siguiente pasó a integrar el equipo de reserva, con el que disputó y ganó el Torneo de Promoción y Reserva de 2011.
En 2012, llegaría su debut en Primera División. Esto se pudo dar gracias a que en febrero de ese año, los jugadores profesionales de todos los equipos del campeonato se encontraban en huelga, por lo que en el inicio del torneo cada equipo tuvo que presentar una alineación conformada por juveniles. Debido a ello, el 18 de febrero de 2012, por la primera fecha del Campeonato Descentralizado, Vidales fue titular en el empate 2-2 ante León de Huánuco. Luego jugó la Copa Libertadores 2012. Posteriormente, en junio, disputó la Copa Libertadores Sub-20, donde Alianza llegó hasta cuartos de final. Una vez culminado dicho torneo, fue ascendido al primer equipo juntos a otros juveniles a causa de la partida de varios jugadores del plantel principal.
Su primer gol en la profesional lo anotó el jueves 2 de agosto de 2012 ante Sporting Cristal, por la fecha 26 del Campeonato Descentralizado. 

### Paso por Europa
A finales de enero del 2013 fichó por el Parma italiano y fue cedido al ND Gorica y posteriormente al Marítimo.

### Sport Huancayo y UCV
En el 2015 regresa al fútbol peruano y al año siguiente disputa la Copa Libertadores con la Universidad César Vallejo. Finalmente descendió de categoría con el elenco trujillano.

### Real Garcilaso
Para el 2017 ficha por Real Garcilaso haciendo una buena campaña. Renueva para el año 2018 con el elenco cusqueño clasificando a la Copa Libertadores.  Hace su primer gol internacional el 1 de marzo ante el Santos F.C. por la Copa Libertadores 2018.   

### Melgar de Arequipa
Para el año 2019 ficha por FBC Melgar para afrontar el Campeonato Descentralizado y la Copa Libertadores 2019. En la primera fecha de la Fase 1 2021 (Perú) logra anotarle a Universitario de Deportes en el empate  1 a 1 en el inicio del torneo local peruano.
Para el 2024 ficha por la Carlos A. Mannucci para afrontar la Liga 1 2024. El club acabó en el puesto 16 de la tabla de la Liga 1 2024 al final de la temporada, por lo que terminó descendiendo a la Liga 2.

## Selección nacional
Fue convocado para el amistoso contra la selección de Honduras en noviembre de 2012, donde debutó con la selección peruana al ingresar en el segundo tiempo.

## Estadísticas

### Clubes
- Actualizado al 16 de septiembre de 2023.

| Club             | País          | Año                 | Partidos | Goles |
| ---------------- | ------------- | ------------------- | -------- | ----- |
| Alianza Lima     | Perú          | 2012 2013           | 60       | 4     |
| Parma FC         | Italia        | 2013                | 0        | 0     |
| → ND Gorica      | Eslovenia     | 2014                | 2        | 0     |
| → C. S. Marítimo | Portugal      | 2014 2015           | 25       | 2     |
| Sport Huancayo   | Perú          | 2015                | 13       | 1     |
| César Vallejo    | Perú          | 2016                | 35       | 2     |
| Real Garcilaso   | Perú          | 2017 2018           | 86       | 14    |
| FBC Melgar       | Perú          | 2019 2020 2021 2022 | 134      | 20    |
| Cusco FC         | Perú          | 2023-2024.          | 32       | 1     |
| ADT              | Perú          | 2025                | 17       | 13    |
| FBC Melgar       | Perú          | 2025-Act            | 2        | 1     |
| Total carrera    | Total carrera | Total carrera       | 399      | 56    |

## Palmarés

### Campeonatos nacionales
| Título            | Club            | País      | Año     |
| ----------------- | --------------- | --------- | ------- |
| Copa de Eslovenia | ND Gorica       | Eslovenia | 2013-14 |
| Torneo Apertura   | F. B. C. Melgar | Perú      | 2022    |

### Distinciones individuales
| Distinción                                     | Año  |
| ---------------------------------------------- | ---- |
| Máximo goleador del Torneo Apertura (13 goles) | 2025 |